# Амакаяку
Амакаяку (исп. Parque Nacional Natural Amacayacu) — национальный природный парк Колумбии. Сформирован в 1975 году. Расположен вдоль реки Амазонки в департаменте Амазонас на юге страны. Слово «Amacayacu» на языке кечуа означает «Река Гамаков».